# لولونك
لولونك (توفي في 10 فبراير 2013) كان أكبر تمساح في الأسر. وهو تمساح المياه المالحة طوله6.17 متر (20 قدم 3 بوصة) ، ويزن 1,075 كيلوغرام (2,370 رطل) ، مما يجعله واحدًا من أكبر التماسيح التي يتم قياسها من القمة إلى الذيل.
في نوفمبر 2011، قام خبير التمساح الأسترالي الدكتور آدم بريتون من ناشيونال جيوغرافيك بتخدير وقياس لولونك في قفصه وأكده على أنه أكبر تمساح في العالم يتم القبض عليه ووضعه في الأسر.
مات لولونك في الأسر في حوالي الساعة 8 مساء يوم 10 فبراير 2013 من الالتهاب الرئوي والسكتة القلبية.

## القبض والأسر
تم القبض لولونك في خور بانوان في محافظة اجوسان ديل سور في الفلبين في 3 سبتمبر 2011. حيت تم القبض عليه بالتعاون المشترك بين وحدة الحكومة المحلية والسكان وصيادي التماسيح في منطقة بالاوان. تم اصطياد التمساح العملاق قي عملية أستغرقت ثلاثة أسابيع؛ بمجرد العثور عليه، واستلزم الامر حوالي 100 شخص لطرحه أرضا. وأصبح عدوانيًا في عدة مرات أثناء الالتقاط، وكسر حبال التقييد مرتين قبل أن يتم تأمينه بشكل صحيح في النهاية. ويقدر أنه لا يقل عن 50 سنة.
كان يشتبه في أن لولونك أكل صيادًا فقد في بلدة بانوان، وأيضًا أنه استهلك فتاة تبلغ من العمر 12 عامًا تم اكتشاف رأسها قبل عامين. وكان أيضا المشتبه به الرئيسي في اختفاء جاموس الماء في المنطقة المعروفة. عند فحص محتويات المعدة بعد أسره، لم يتم العثور على فلول من جواميس الماء المفقودة قبل القبض على لولونك، ولا رفات بشرية.
حثت منظمة مملكة الحيوان، وهي منظمة غير الحكومية، بالتعاون مع بيتا، حكومة بوناوان المحلية على إعادة لولونك إلى خور منطقة برانغاي نوفا، حيث تم القبض على هذا الزاحف العملاق. لكن في نقاش مستمر، عارض عمدة بونوان إدوين «كوكس» إلورد وسكان منطقة بارانغاي إطلاق التمساح، بحجة أنه سيهدد الأفراد الذين يعيشون في محيط الخور.

## اسم
تم تسمية التمساح «لولونك» على اسم إرنستو غولوران كانيتي باعتباره أحد صيادي التماسيح المخضرمين من مركز بالاوان للتماسيح والحياة البرية، الذي قاد عملية الأحتجاز. بعد أسابيع من الملاحقة، أثرت عملية البحث عن لولونك على صحة كانيت. توفي بنوبة قلبية قبل عدة أيام من القبض على التمساح.

## الاسر والعرض
جعلت بانوان من لولونك محور حديقة سياحية بيئية للأنواع الموجودة في المستنقعات بالقرب من البلدة. وقال رئيس البلدية إلورد، «سنهتم بهذا التمساح لأن هذا سيعزز من السياحة ونعلم أنه يمكن أن يساعد من حيث دخل المدينة وفرص العمل لمجتمعات قريتنا».
تم الاحتفاظ بالتمساح العملاق في قفص في مركز بونوان إكوبارك للحياة البرية في بارانغاي كونسويلو الذي يقع على بعد 8 كم من المدينة. افتتح المعرض للعموم في 17 سبتمبر 2011، بعد تلقي إذن من مركز بالاوان للحياة البرية والحماية. أقر مجلس بلدية بوناوان بعد ذلك مرسومًا ينظم ويفرض رسومًا على مدخل البوابة ومواقف السيارات ورسوم أخرى في أيكوبارك حيث كان يقبع التمساح العملاق الشهير.
على الرغم من أن ايكوبارك تفرض رسوم دخول بقيمة 20 بيزو للبالغين وأقل للأطفال، التي سيتم استخدامها لصيانة المتنزه وأطعام لولونك. تتكبد أيكوبارك بانوان أيضًا نفقات الكهرباء والصيانة وغيرها من المصاريف العرضية، مثل تركيب كاميرات الدوائر التلفزيونية المغلقة. وفقًا لرئيس بلدية بونوان، إلورد، حتى 26 أكتوبر 2011، كان تمساح المشاهير قد حصل بالفعل على ما يقرب من نصف مليون بيزو من التبرعات ورسوم الدخول ورسوم وركن السيارات، مع دخل يومي يبلغ حوالي 10000 بيزو فلبينيP هذا الشهر.

## سجل غينيس العالمي
في يونيو 2012، بعد ستة أشهر من جمع عالم الحيوان الأسترالي وخبير التماسيح الدكتور آدم بريتون القياسات، تم اعتماد لولونك رسميًا من قبل موسوعة غينيس للأرقام القياسية باعتبارها «أكبر التماسيح في العالم داخل الأسر» في 6.17 متر (20 قدم 3 بوصة) . اكتشف خبراء من قناة ناشيونال جيوغرافيك أن لولونك يحطم سجل صاحب الرقم السابق: 5.48 متر (18 قدم 0 بوصة) تمساح ذكر من المياه المالحة يدعى كاسيوس في حديقة التمساح في ماريلاند ميلانيزيا في كوينزلاند، أستراليا. تمت قراءة الشهادة على الملأ خلال مهرجان بونوان السنوي المحلي، أراو نغ بوناوان (يوم البوناوان).

## خطط أيكوبارك بانوان ومراكز الأبحاث
قالت ويندا أسيس إلوردي، منسقة شؤون الإعلام في بانوان، إن وحدة الحكومة المحلية، من خلال مشروع شراكة بين القطاعين العام والخاص، ستشرع في مشروع تطوير موقع بقيمة 200 مليون بيزو P لصالح مركز أيكوبارك بنوان للأبحاث.
«لديك أكثر من 5000 تمساح، بعضها أكبر من عمالقة لولونك في مستنقع أغاسان هنا في بانوان، لذلك نحن بحاجة إلى خطة أطول لجذب مزيد من الزوار للحضور وزيارة وطن العمالقة». وقالت «إننا نشرع في هذا المشروع الذي تبلغ تكلفته 200 مليون دولار الآن وللأجيال القادمة».
صرح روبرت فلويد ساليس، مسؤول التخطيط والتطوير في بلدية بونوان، ل PNA في مقابلة أن المشروع سيشمل بناء البيوت ومنازل السكنية ونزل، وحمامات السباحة، ومدرج، ومركز المختبرات والأبحاث، ومحلات بيع التذكارات، والجناح، وغيرها من المرافق.

## الموت وتخزين الرفات

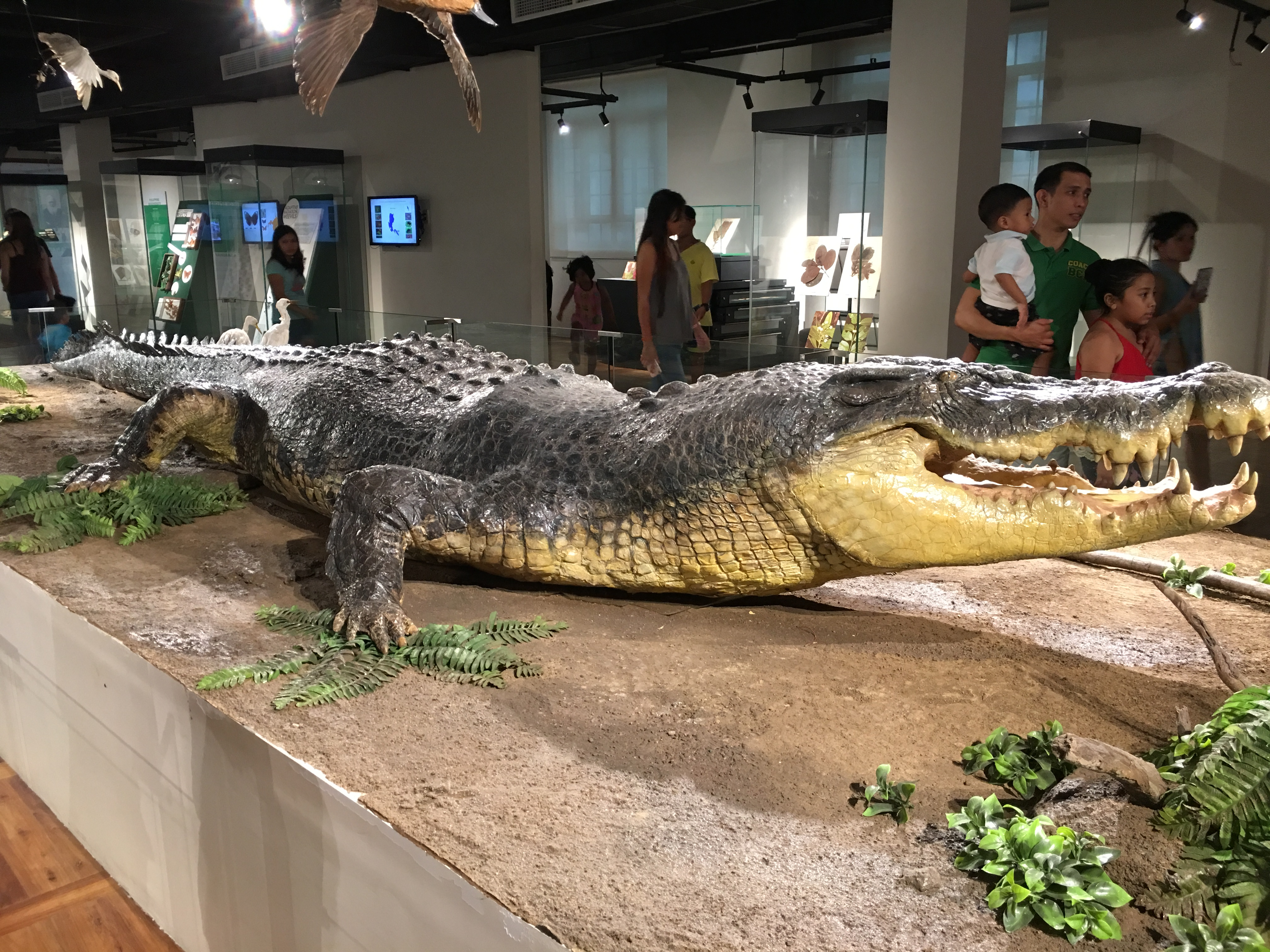
تحنيط ل جلد لولونك في المتحف الوطني الفلبيني

تم العثور على لولونك ميتًا داخل مجمعه في حوالي الساعة 8 مساءً في 10 فبراير 2013. كشفت التشريح أنه توفي بسبب الالتهاب الرئوي والسكتة القلبية، والتي تفاقمت بسبب العدوى الفطرية والإجهاد. تم حفظ رفاته بواسطة التحنيط  في المتحف الوطني الفلبيني للتاريخ الطبيعي.

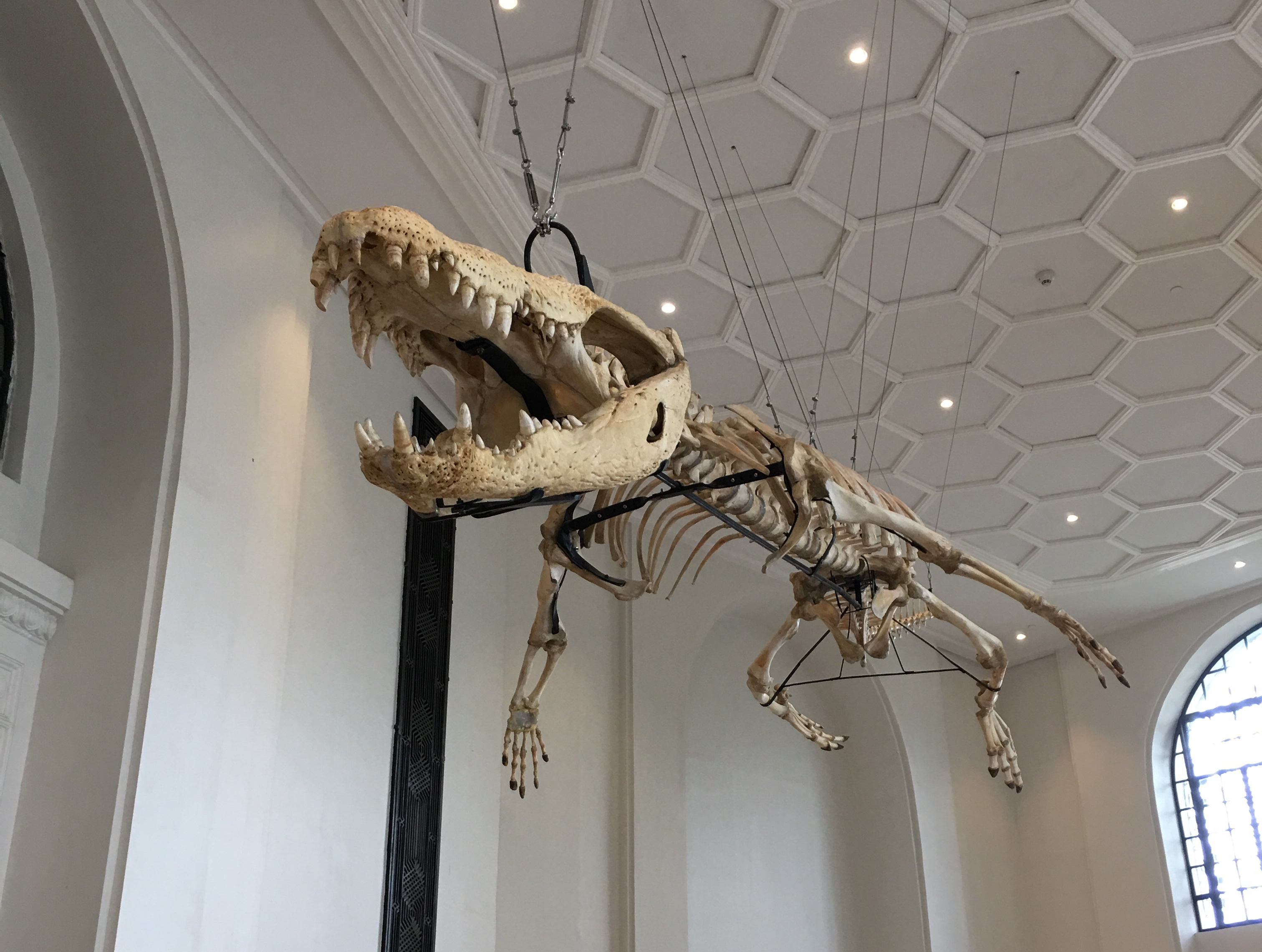
هيكل عظمي محفوظ لولونك في المتحف الوطني الفلبيني